# Sowjetisches Informationsbüro

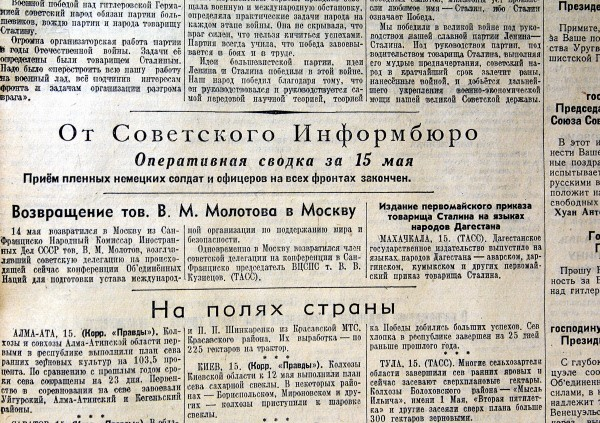
Letzter Kriegsbericht von Sowinform vom 15. Mai 1945

Das Sowjetische Informationsbüro oder kurz Sowinform (russisch Советское информационное бюро Sowetskoje Informazionnoje bjuro, SIB, kurz Совинформбюро Sowinformbjuro) war eine Einrichtung in der UdSSR, die von 1941 bis etwa 1961 Informationen über den Kriegsverlauf und nach 1945 Propaganda an in- und ausländische Agenturen verbreitete.

## Gründung und Zweck des SIB
Das SIB wurde am 24. Juni 1941 durch den Beschluss des ZK der Kommunistischen Partei und des Rates der Volkskommissare der UdSSR über die Gründung und Aufgaben des sowjetischen Informationsbüros eingerichtet. Das SIB arbeitete vom 14. Oktober 1941 bis zum 3. März 1942 in Kuibyschew, danach in der deutschen Botschaft in Moskau. Der Zweck des SIB sollte darin bestehen, eine Konzentration der Leitung über die Darstellung der internationalen und nationalen Ereignisse in der UdSSR sowie der Kriegsereignisse herbeizuführen.
Die politische Leitung über das SIB lag beim ZK der KPdSU.

## Aufgabenstellung und Leitung
Die Aufgabenstellung des SIB umfasste drei Schwerpunkte, die in dem oben erwähnten Beschluss lauteten:
- die Leitung der Darstellung der internationalen Ereignisse und des inneren Lebens der Sowjetunion in Presse und Rundfunk
- die Organisation der Gegenpropaganda gegen die deutsche und die andere Feindpropaganda
- die Darstellung der Ereignisse und kriegerischen Vorkommnisse an den Fronten, die Abfassung und Veröffentlichung der Kriegsberichte anhand des Materials des Oberkommandos

Bei der Aufgabenstellung konnte sich auf die Erfahrungen der ROSTA aus dem Russischen Bürgerkrieg gestützt werden. In dem Beschluss wurden auch sechs Personen genannt, die vorerst die Zusammensetzung des SIB bilden sollten:
- Alexander Schtscherbakow (1901–1945) als Leiter
- Solomon Losowski als Stellvertreter
- Jakow Chawinson (1901–1989), Leiter der Agentur TASS[6][7]
- Dmitri Polikarpow (1905–1965) als Vorsitzender des staatlichen Rundfunkkomitees[8][9]
- Georgi Saksin (1904–1982) als stellvertretender Generalsekretär des Volkskommissariats für Äußeres
- Filipp Golikow als Chef der Hauptverwaltung Aufklärung des Generalstabes der Roten Armee

Von 1941 bis 1949 war Michail Borodin Chefredakteur des SIB. Die Publikation des SIB kam als Bericht heraus und trug den Namen Sowka (Plural: Sowki). Die eigentliche Führung des SIB lag bei Losowski. Er veranstaltete auch Pressekonferenzen für ausländische Pressevertreter, wobei er auch manchmal nicht offiziell herausgegebene Informationen mitteilte, die der Bevölkerung vorenthalten wurden. Ilja Ehrenburg schilderte jedoch in seinen Erinnerungen, dass Losowski von Schtscherbakow und Wjatscheslaw Molotow bezüglich der Informationen abhängig gewesen sei und nicht selbständig handeln konnte. Einige Schriftsteller wie Ehrenburg, Nikolai Tichonow (1896–1979) und Alexei Surkow (1899–1983) schrieben für das SIB.

## Stellung zur Agentur TASS
Bezüglich der Berichterstattung über die Ereignisse an den Fronten war das SIB führend. Ein Erlass, der die Arbeitsweise von Korrespondenten an den Fronten behandelte, nannte das SIB noch vor der TASS, was auf eine Rangordnung hinwies. Das zeigte sich auch in den sowjetischen Veröffentlichungen der Frontberichte, die sich vorwiegend auf Berichte des SIB stützten. Erst nach der Niederlage der Wehrmacht 1943 bei Stalingrad, als Chawinson als Leiter bei TASS durch Nikolai Palgunow abgelöst wurde, kam es zu einer größeren Rolle der TASS in der Kriegsberichterstattung.

## Frontberichte und Propaganda
Das SIB sammelte Informationen von den Fronten, aus dem Hinterland und von den Partisanen. Es gab Berichte an die Presse und an den Rundfunk weiter, der bis zum Ende des Krieges 2373 Berichte des SIB sendete. Wie Selesnew berichtete, fertigte das SIB auch Flugblätter mit Fotos von Kriegsgefangenen und anderen Texten für die deutschen und ihren verbündeten Truppen, um auf ihre Kampfmoral einzuwirken. Schtscherbakow wirkte auch politisch auf die deutschen Gefangenen von Stalingrad ein, und zwar über das Nationalkomitee Freies Deutschland und den Bund deutscher Offiziere. Diese Aktionen führten wiederum dazu, dass sich die deutsche Gegenpropaganda mit den Meldungen des SIB befasste.
Für folgende sowjetische Organisationen bereitete das SIB Informationen vor:
- Antifaschistisches Komitee der Sowjetfrauen
- Antifaschistisches Komitee der Sowjetjugend
- Gesamtslawisches Komitee
- Jüdisches Antifaschistisches Komitee
- Antifaschistisches Komitee der sowjetischen Wissenschaftler

In den Zeiten, in denen die Rote Armee den Rückzug antreten musste, wurden die Berichte der SIB sehr zurückhaltend formuliert. Erst nach der Schlacht um Moskau gab das SIB am 13. Dezember 1941 eine Meldung heraus, dass es den sowjetischen Streitkräften gelungen sei, eine Einkreisung Moskaus durch die Kräfte der Wehrmacht zu verhindern und eine Gegenoffensive eingeleitet worden sei. Die Veröffentlichungen über Verluste der deutschen und sowjetischen Streitkräfte dienten in den Anfangsjahren des Krieges eher der Propaganda. So wurden am 22. Juni 1942 so hohe deutsche Verluste angegeben, dass diese wegen ihrer mangelnden Substanz nach dem Kriege von sowjetischen Veröffentlichungen nie mehr zitiert wurden. Erst mit dem eindeutigen Vormarsch der Roten Armee brachte das SIB Einzelheiten über jede eroberte Siedlung und Stadt heraus. Der letzte Kriegsbericht der SIB wurde in der Prawda am 16. Mai 1945 veröffentlicht.

## Abteilung für Auslandspropaganda
Ab 1944 wurde innerhalb des SIB eine besondere Abteilung aufgebaut, die sich mit der Propaganda für das Ausland beschäftigte. Insgesamt lieferte das SIB an 23 Länder Informationen, wobei an mehr als 1000 Zeitungen, 500 Zeitschriften und 18 Rundfunksender Unterlagen geliefert wurden. Dabei wurden auch Materialien an viele Organisationen dieser Länder geliefert. Nachdem Schtscherbakow kurz nach dem Kriege gestorben war, übernahm Losowski bis 1948 die Leitung des SIB, das inzwischen in Moskau in der Schdanowstraße 21 seinen Sitz hatte, nachdem die DDR ihre Botschaft im alten deutschen Botschaftsgebäude eingerichtet hatte.

## Nachkriegsarbeit und Agentur Nowosti
Als Boris Ponomarjow 1948 die Leitung des SIB bis 1949 übernahm, wurde das SIB dem Ministerrat der Sowjetunion unterstellt, wie aus einem Lebenslauf von Ponomarjow abgeleitet werden kann. Im Jahre 1957 wurde das staatliche Komitee für die kulturellen Beziehungen zum Ausland gegründet, das in Moskau seinen Sitz auf dem Kalinin-Prospekt 9 hatte. Peschler berichtete, dass dieses Komitee in Koordination mit der Abteilung Agitation und Propaganda des ZK der KPdSU die Richtlinien u. a. für das SIB bestimmte. Wer nach 1949 die Leitung des SIB übernahm, ist ungeklärt. Aber die offizielle Web-Seite der RIA Nowosti nennt Plokarkow auch als Leiter des SIB, was für die Zeit nach 1949 zutreffen könnte. Jedenfalls übernahm Nowosti ab 1961 die Aufgaben und auch Teile der Organisation des SIB als Presseagentur. So wechselten die in Indien herausgegebene Zeitschrift Soviet Land vom SIB zu Nowosti als Herausgeber. Ebenso wurde Sowjetunion heute, die in Bonn erschien, ab 1964 von Nowosti herausgegeben.
Wann das SIB seine Tätigkeit einstellte, ist bisher nicht nachgewiesen. Das Komitee für kulturelle Beziehungen zum Ausland wurde letztmals im Jahre 1967 in der Großen Sowjetenzyklopädie aufgeführt. Vermutlich beendete das SIB mit diesem Komitee seine Tätigkeit.